# Glija jama
Glija jama se nahaja v bližini Planinske vasi na Kozjanskem. Od vasi je jama oddaljena okoli 100 metrov in je bila septembra 2004 razglašena za naravni spomenik državnega pomena.
Jama je izvir reke Bistrice. Pred časom je voda poganjala tudi mlin, ki pa je sedaj porušen. Jama ima značilen visok in ozek rahlo zavit meandrast rov. Na koncu sta podor in pritočni sifon. Jama je dolga 370 m.